# Stephanie Palumbo
Stephanie Palumbo – australijska judoczka.
Srebrna medalistka mistrzostw Oceanii w 2008. Mistrzyni Australii w 2008 roku.